# Bahnhof Bonn-Beuel
Koblenz Hauptbahnhof vasútállomás Németországban, Bonn városának Beuel városrészében. Forgalma alapján a német vasútállomás-kategóriák közül a negyedik csoportba tartozik.

## Vasútvonalak
Az állomást az alábbi vasútvonalak érintik:
- Rajna jobbparti vasútvonal
- Bonn-Beuel–Großenbusch-vasútvonal
- Siebengebirgsbahn

## Forgalom

### Regionális
| Járat | Útvonal | Gyakoriság |
| ----- | --- | ---------- |
| RE 8  | Rhein-Erft-Express: Mönchengladbach Hbf – Rheydt Hbf – Rheydt-Odenkirchen – Hochneukirch – Jüchen – Grevenbroich – Rommerskirchen – Stommeln – Pulheim – Köln-Ehrenfeld – Köln Hbf – Köln Messe/Deutz – Köln/Bonn Flughafen – Troisdorf – Menden (Rheinl) – Bonn-Beuel – Bonn-Oberkassel – Niederdollendorf – Königswinter – Rhöndorf – Bad Honnef (Rhein) – Unkel – Erpel (Rhein) (Hétfőtől péntekig napi hat vonat) – Linz (Rhein) – Leubsdorf (Hétfőtől péntekig napi két vonat) – Bad Hönningen – Rheinbrohl (Hétfőtől péntekig bizonyos vonatok) – Neuwied – Engers – Vallendar – Koblenz-Ehrenbreitstein – Koblenz Hbf | 60 perc    |
| RB 27 | Rhein-Erft-Bahn: Mönchengladbach Hbf – Rheydt Hbf – Rheydt-Odenkirchen – Hochneukirch – Jüchen – Grevenbroich – Rommerskirchen – Stommeln – Pulheim – Köln-Ehrenfeld – Köln Hbf – Köln Messe/Deutz – Köln/Bonn Flughafen – Troisdorf – Friedrich-Wilhelms-Hütte – Menden (Rheinl) – Bonn-Beuel – Bonn-Oberkassel – Niederdollendorf – Königswinter – Rhöndorf – Bad Honnef (Rhein) – Unkel – Erpel (Rhein) – Linz (Rhein) – Leubsdorf (Rajna-vidék-Pfalz) – Bad Hönningen – Rheinbrohl – Leutesdorf (Rhein) – Neuwied – Engers – Vallendar – Koblenz-Ehrenbreitstein – Koblenz Hbf 2019-es menetrend alapján                 | 60 perc    |

### Távolsági
2020-tól az ÖBB Bécs-Brüsszel Nightjet járatai is megállnak az állomáson.

## Villamos és autóbusz
| Járat | Útvonal                                                                                       | Gyakoriság                                                           |
| ----- | --------------------------------------------------------------------------------------------- | -------------------------------------------------------------------- |
| 62    | Dottendorf – Bonn Hbf – Stadthaus – Bonn-Beuel Bf. – Limperich – Ramersdorf – Bonn-Oberkassel |                                                                      |
| 65    | Auerberg – Stadthaus – Bonn-Beuel Bf. – Limperich – Ramersdorf                                | Csak a 61-es viszonylatba történő be- és kilépés és iskolai forgalom |

| Járat | Útvonal |
| ----- | --- |
| 529   | Bonn HBF – Beuel Bhf – Hangelar – St. Augustin – Hennef Bf                                                       |
| 537   | Bonn HBF – Beuel Bhf – Niederholtorf – Oberpleis                                                                 |
| 607   | Ramersdorf – Limperich – Beuel Bhf – Bonn HBF – Endenich – Duisdorf – Medinghoven                                |
| 632   | Uniklinikum Süd – Marienhospital – Poppelsdorf – Endenich – Propsthof Nord – Nordstadt – Beuel Mitte – Beuel Bhf |
| 636   | Hangelar Ost – Hoholz – Niederholtorf – Ramersdorf – Beuel Bhf – Beuel Mitte                                     |

## Kapcsolódó állomások
A vasútállomáshoz az alábbi állomások vannak a legközelebb:
- Bahnhof Bonn-Oberkassel (Koblenz Hauptbahnhof, Rajna jobbparti vasútvonal)
- Menden (Rheinl) railway station (–2026, Mönchengladbach Hauptbahnhof, Rajna jobbparti vasútvonal)
- Bonn-Vilich station (2026–, Rajna jobbparti vasútvonal)